# ديكورا (ويسكونسن)
ديكورا (بالإنجليزية: Dekorra, Wisconsin)‏ هي بلدة تقع بولاية ويسكونسن في الولايات المتحدة. تبلغ مساحتها 116.5 (كم²)، وترتفع عن سطح البحر 287 م، بلغ عدد سكانها 2350 نسمة في عام 2000 حسب إحصاء مكتب تعداد الولايات المتحدة وتصل الكثافة السكانية فيها 22.1 نسمة/كم2.

## وصلات خارجية
- Town of Dekorra, Columbia County, Wisconsin
- The US50 - Cities and Towns in Wisconsin State
- Wisconsin Cities and Towns, Facts, Map, Flag, Colleges, Government, and More